# نیرایاما، شیزوئوکا
نیرایاما، شیزوئوکا (به لاتین: Nirayama) یک منطقهٔ مسکونی در ژاپن است که در استان شیزوئوکا واقع شده‌است. نیرایاما ۱۹٬۶۰۲ نفر جمعیت دارد.